# Nina de Creeft Ward
Nina de Creeft Ward (nacida en 1933) es una artista estadounidense que trabaja con bronce, esculturas blandas, aguafuertes, xilografías y monograbados. Tuvo múltiples exposiciones de arte en Filipinas y Estados Unidos. Ward fue coganadora del Premio de Artistas Individuales por Obras en Arcilla en 2006 del Fondo de Artes de Santa Bárbara. La mayor parte del trabajo de Ward tiene que ver con animales, incluida una exposición de arte de 1998 que se asemejaba a especies extintas y en peligro de extinción. Ha enseñado a estudiantes como en la Universidad del Norte de Iowa. Sus modelos de animales de arcilla están hechos con cerámica raku.

## Vida personal
Nació en 1933 en la ciudad de Nueva York, hija de José de Creeft y Alice de Creeft, ambos escultores. La madre de Ward cuidaba de los animales, lo que llevó a Ward a tener cariño por ellos. Ward, su madre y su hermano se mudaron a Santa Bárbara, California, después de que sus padres se divorciaran. Pasó su infancia en Santa Bárbara y Ojai, California. Ward asistió a la Escuela Happy Valley, que ahora se conoce como Escuela Besant Hill.
Ward comenzó a dibujar caballos de tiro para la Feria del Condado de Los Ángeles durante su tiempo en Scripps College. Recibió una Licenciatura en Artes en 1956 de Scripps College, una Maestría en Bellas Artes en 1964 de Claremont Graduate School, y siguió estudiando en Massachusetts College of Art . Ward fue instruida por Betty Davenport Ford, Albert Stewart y Paul Soldner, y el último le enseñó cómo crear cerámica raku. Más tarde regresó a Santa Bárbara en 2001 después de vivir en Iowa durante 26 años con su esposo. Tuvieron cinco hijos.

## Carrera
Ward se mudó a Cedar Falls, Iowa, en 1975 y enseñó arte en la Universidad del Norte de Iowa durante nueve años. Fue profesora de arte para todas las edades, desde niños hasta adultos. Enseñó en Claremont en Girls Collegiate School durante dos o tres años. El trabajo de Ward consiste en bronce, esculturas blandas, aguafuertes, xilografías y monograbados. Ella hizo animales de arcilla y se venden en los Estados Unidos. Ward dijo que trabaja casi exclusivamente con temas de animales con una «receta de arcilla raku bastante arenosa» que ella misma mezcló.

Los animales son individuos para mí, y trato de detenerme una vez que la personalidad está establecida y los conceptos básicos están ahí. Me gusta dejar una idea de cómo se hizo la pieza, a veces en un remanente de la textura del lienzo sobre el que ruedo la losa, a veces en un poco de aspereza en el modelado, a veces en la línea más dura del recorte. Me gusta dejar algunas de las marcas de puntuación y dibujo, y pueden llevarme a dibujar más con una herramienta afilada. Siento que la pieza debe retratar a un animal en espíritu y forma, pero aún así ser un animal de arcilla.
Ward

Ward construyó una escultura de dos caballos de tiro titulada Shoulders of Giants en 1998 para la biblioteca y museo de la Universidad del Norte de Iowa. Creó una escultura de bronce de un perro de granja en 1999 llamado Shep en el Patty Jischke Children's Garden en Reiman Gardens. Primero hizo varios dibujos de su perro para crear a Shep, seguido de pequeños modelos de arcilla. Una vez que Ward terminó los modelos pequeños, hizo un modelo de arcilla de tamaño completo que luego se convirtió en un molde de bronce en Kalona, Iowa. En 2016, Ward fue miembro del jurado en el Tri-Cities Online Ceramics Show de 2016, organizado por el Fondo de Arte Estudiantil de la Asociación de Arte de Santa Bárbara. El directorio de archivos de la colección Frick para la historia del coleccionismo tiene «registros de la galería Esther Bear, 1954-1977» que incluyen información sobre Ward.

### Exposiciones
La exposición de Ward de 1998 titulada Rhino/Blaauwbock Project se realizó para mostrar «cómo las personas han causado un flagelo en el equilibrio de la naturaleza» mediante el uso de arte que se asemeja a cadáveres de especies extintas y en peligro de extinción. En respuesta a la exposición, Ward dijo: «Quiero hacer una declaración sobre la anticomplacencia. Creo que es importante pensar en la muerte. Algo físico pondrá tu mente en ello, ya sea que quieras pensarlo o no. Si ves algo muerto, piénsalo». En 2012, Ward tuvo una exhibición de arte en Los Olivos, California, en la Young's Gallery. Realizó una exhibición en el Beatrice Wood Center for the Arts en 2015 que incluyó esculturas, grabados y dibujos. En 2020, Ward exhibió 28 de sus esculturas de animales en la galería South Willard en Los Ángeles, California. Una exposición de 2020 titulada Santa Barbara Printmakers: Wild Places in Print en el Centro de Educación Barbara Goodall del Museo Wildling incluyó el arte de Ward. Una exposición de 2022 titulada An Encomium: Women in Art incluyó su trabajo en la Galería de Arte de la Universidad del Norte de Iowa. Sus exposiciones se han mostrado en Filipinas, California, Maryland, Iowa, Chicago y Kansas City.

## Recepción
David Pagel, de Los Angeles Times, dijo que las esculturas de cerámica de Ward «son radicales porque nos piden que tratemos las obras de arte como si fueran mascotas: criaturas sensibles que recompensan nuestro cuidado y afecto de maneras que nos hacen sentir más conectados con lo mejor de nosotros mismos, por no hablar de otros seres vivos». Ward ganó el Premio de Artistas Individuales por Obras en Arcilla en 2006, junto con Laura Langley, del Fondo de Artes de Santa Bárbara.